# Дургапур (Западная Бенгалия)
Дургапу́р (бенг. দুর্গাপুর, англ. Durgapur) — город на востоке Индии, в штате Западная Бенгалия. В административном плане относится к одноимённому подокругу округа Бардхаман. Население — 581 409 чел. (по переписи 2011 года). Индустриальный центр, выстроенный по проекту архитекторов Джозефа Аллена Стайна и Бенджамина Полка, был создан по решению второго премьер-министра штата — Бидхана Чандры Роя. В Дургапуре расположен крупный металлургический завод полного цикла, принадлежащий компании Steel Authority of India Limited.

## География и климат
Город расположен в 160 км на северо-запад от Калькутты на высоте 65 м. Вокруг простираются густые леса. Рельеф местности — холмистый.
Год чётко делится на два климатических сезона — дождливый и засушливый.
| Показатель                                                           | Янв. | Фев. | Март | Апр. | Май | Июнь | Июль | Авг. | Сен. | Окт. | Нояб. | Дек. | Год |
| -------------------------------------------------------------------- | ---- | ---- | ---- | ---- | --- | ---- | ---- | ---- | ---- | ---- | ----- | ---- | --- |
| Средний суточный максимум, °C                                        | 26   | 28   | 34   | 37   | 38  | 36   | 32   | 32   | 32   | 31   | 29    | 26   | 32  |
| Средняя температура, °C                                              | 19   | 21   | 27   | 30   | 32  | 31   | 29   | 29   | 29   | 26   | 23    | 19   | 26  |
| Средний суточный минимум, °C                                         | 11   | 14   | 19   | 23   | 26  | 26   | 26   | 26   | 25   | 22   | 16    | 12   | 21  |
| Норма осадков, мм                                                    | 6    | 15   | 21   | 29   | 38  | 105  | 117  | 109  | 98   | 79   | 10    | 18   | 645 |
| Источник: http://www.sunmap.eu/ru/weather/asia/india/bengal/durgapur |      |      |      |      |     |      |      |      |      |      |       |      |     |

## История
Исторически этот регион не привлекал пристального внимания правителей местных государств ввиду своей труднодоступности и отсутствия плодородных почв. Даже когда в XVIII веке здесь были открыты залежи каменного угля, развитие региона шло крайне медленно. В то время эти земли принадлежали заминдару Бардхаману Раджу. С 1760 года заминдар правил, уже находясь в подчинённом положении по отношению к Британской Ост-Индской компании.
В середине XIX века, уже в период колониального господства англичан, когда через Дургапур была проложена железная дорога, путешественники описывали его как маленькую, ничем не примечательную станцию, на которой редко выходят пассажиры.
С середины XX века, после обретения Индией независимости, первый премьер-министр Джавахарлал Неру взял курс на преобразование страны из аграрной в промышленную державу. Начали строиться индустриальные центры по заранее спланированным проектам. При Бидхане Чандре Рое, втором премьер-министре Западной Бенгалии, началось активное строительство нового города Дургапура. К руководству проектом на стадии поиска наиболее подходящего места для строительства был привлечён известный реформатор и общественный деятель Индии Джнананджан Ньоги. Архитекторами были выбраны американцы Джозеф Аллен Стайн и Бенджамин Полк. Одним из первых объектов стала Дургапурская ТЭЦ. Был создан целый ряд компаний и предприятий — металлургический завод полного цикла (1960), завод по производству сплавов (1965), Durgapur Projects Ltd. (1961), Корпорация машиностроения и металлобработки, ACC-Vickers Babcock (позже ACC-Babcock, ныне Alstom Power Boilers Ltd.), Индийская корпорация по производству удобрений, Philips Carbon Black Ltd., Sankey Wheels, Bharat Ophathalmic Glass Ltd, Durgapur Cement Ltd. (ныне Birla Cement; 1975), Graphite India Ltd. (1967), Durgapur Chemicals Ltd. (DCL), Ispat Forging и многие другие.
Дургапур стал ярким примером удачного индо-британского экономического сотрудничества. На церемонии пуска первой доменной печи присутствовал первый президент Индии Раджендра Прасад. Город не раз посещал с визитами Джавахарлал Неру; была здесь и королева Великобритании Елизавета II.

## Экономика
Основу экономического роста составляют тяжёлая промышленность — металлургия, машиностроение, производство различных сплавов, химическая промышленность, производство удобрений. Также здесь добывают уголь, производят кирпичи и другие стройматериалы. Производимый здесь коксовый газ по газопроводу доставляют в Калькутту. Развита система ирригации.

## Образование
В городе действует целый ряд высших учебных заведений, многие из которых готовят кадры для различных промышленных специальностей. К их числу относятся, например, Национальный технологический институт, Колледж имени Б. Ч. Роя, Бенгальский колледж машиностроения и технологий, Институт машиностроения и менеджмента Ариабхатта, группа колледжей, связанных с Технологическим университетом Западной Бенгалии. Также в городе работают Промышленный колледж, государственный колледж при Университете Бурдвана и музыкальная школа при университете Рабиндры Бхарати (Калькутта).

## Население
Численность населения Дургапура постоянно возрастает, что видно из приведённой ниже таблицы.
| Год (перепись или оценка) | Численность |
| ------------------------- | ----------- |
| 1961                      | 41 700      |
| 1971                      | 207 200     |
| 1981                      | 305 800     |
| 1991                      | 425 800     |
| 2001                      | 493 405     |
| 2011                      | 581 409     |